# Ahmed Fatehi
Ahmed Fatehi (właśc. Ahmed Fathi Abdoun; ar. أحمد فتحي; ur. 25 stycznia 1993 w Dosze) – katarsko-egipski piłkarz, występujący na pozycji pomocnika w katarskim klubie Al-Arabi SC. 18-krotny reprezentant Kataru. Uczestnik Pucharu Azji 2019, Copa América 2019, Złotego Pucharu CONCACAF 2023 i Pucharu Azji 2023.

## Statystyki

### Klubowe
Na podstawie:
| Klub        | Sezonów | Liga               | Liga  | Liga   | Puchar krajowy | Puchar krajowy | Kontynentalne | Kontynentalne | Suma  | Suma   |
| Klub        | Sezonów | Liga               | Mecze | Bramki | Mecze          | Bramki         | Mecze         | Bramki        | Mecze | Bramki |
| ----------- | ------- | ------------------ | ----- | ------ | -------------- | -------------- | ------------- | ------------- | ----- | ------ |
| Al-Arabi SC | 12      | Qatar Stars League | 191   | 4      | 19             | 0              | 1             | 0             | 211   | 4      |
|             | Łącznie | Łącznie            | 191   | 4      | 19             | 0              | 1             | 0             | 211   | 4      |

### Reprezentacyjne
Na podstawie:
| Mecze w Pucharze Azji 2019 | Mecze w Pucharze Azji 2019 | Mecze w Pucharze Azji 2019 | Mecze w Pucharze Azji 2019 | Mecze w Pucharze Azji 2019 | Mecze w Pucharze Azji 2019 | Mecze w Pucharze Azji 2019 | Mecze w Pucharze Azji 2019 | Mecze w Pucharze Azji 2019 |
| Lp.                        | Data                       | Miasto                     | Przeciwnik                 | Wynik                      | Czas                       | Gole                       | Inne                       | Faza rozgrywek             |
| -------------------------- | -------------------------- | -------------------------- | -------------------------- | -------------------------- | -------------------------- | -------------------------- | -------------------------- | -------------------------- |
| 1.                         | 13.01.2019                 | Al-Ajn                     | Korea Północna             | 6:0 (3:0)                  | 71'–90'                    |                            |                            | Faza grupowa               |

| Mecze w Złotym Pucharze CONCACAF 2023 | Mecze w Złotym Pucharze CONCACAF 2023 | Mecze w Złotym Pucharze CONCACAF 2023 | Mecze w Złotym Pucharze CONCACAF 2023 | Mecze w Złotym Pucharze CONCACAF 2023 | Mecze w Złotym Pucharze CONCACAF 2023 | Mecze w Złotym Pucharze CONCACAF 2023 | Mecze w Złotym Pucharze CONCACAF 2023 | Mecze w Złotym Pucharze CONCACAF 2023 |
| Lp.                                   | Data                                  | Miasto                                | Przeciwnik                            | Wynik                                 | Czas                                  | Gole                                  | Inne                                  | Faza rozgrywek                        |
| ------------------------------------- | ------------------------------------- | ------------------------------------- | ------------------------------------- | ------------------------------------- | ------------------------------------- | ------------------------------------- | ------------------------------------- | ------------------------------------- |
| 1.                                    | 26.06.2023                            | Houston                               | Haiti                                 | 1:2 (1:1)                             | 1'–90'                                |                                       |                                       | Faza grupowa                          |
| 2.                                    | 30.06.2023                            | Glendale                              | Honduras                              | 1:1 (1:0)                             | 1'–90'                                | 50'                                   |                                       | Faza grupowa                          |
| 3.                                    | 18.07.2007                            | Santa Clara                           | Meksyk                                | 1:0 (1:0)                             | 1'–90'                                | 45'                                   |                                       | Faza grupowa                          |

## Sukcesy
Na podstawie:

### Klubowe
Z Al-Arabi SC:
- Puchar Kataru 2022/23

### Reprezentacyjne
- Puchar Azji 2019